# Magyar Demokrata Fórum
Das Ungarische Demokratische Forum (ungarisch Magyar Demokrata Fórum, MDF) war eine ungarische Partei mit konservativer Ausrichtung, die von 1987 bis 2011 bestand.
Sie wurde 1987, während der Endphase der kommunistischen Einparteienherrschaft in Ungarn gegründet. Nach der Wende war sie eine der wichtigsten Parteien des Landes, führte von 1990 bis 1994 die Regierung und gestaltete die Transformation des Landes entscheidend mit. Als Volkspartei rechts der Mitte vereinte sie liberalkonservative, christdemokratische und ungarisch-nationalistische Strömungen.
Nach mehreren Abspaltungen verlor sie ab der zweiten Hälfte der 1990er-Jahre kontinuierlich an Einfluss. Zwischen 1998 und 2004 trat sie als kleinerer Partner der Partei Fidesz an, die sie in ihrer Rolle als wichtigste Partei rechts der Mitte abgelöst hat. Seit 2010 ist sie nicht mehr im ungarischen Parlament vertreten. Nach der Auflösung 2011 trat die Splitterpartei Jólét és Szabadság Demokrata Közösség (JESZ),
(Demokratische Gemeinschaft des Wohlstands und der Freiheit) ihre Rechtsnachfolge an.

## Geschichte

### Gründung
Das Ungarische Demokratische Forum wurde im Herbst 1987 gegründet. Damals stand Ungarn unter der Einparteienherrschaft der Ungarischen Sozialistischen Arbeiterpartei (MSzMP). Das erste Treffen fand am 3. September 1987 in der Großgemeinde Lakitelek im Komitat Bács-Kiskun statt. Das Forum war zunächst eher eine lockere Bewegung als eine Partei im eigentlichen Sinne.
Seine Gründer waren zumeist christlich und national gesinnte Intellektuelle. Sie standen in der ideologischen Tradition der népi-nemzeti („volkstümlich-“ oder „populistisch-nationalen“) Bewegung, die in Ungarn seit dem Ende des 19. Jahrhunderts der urbánus („urbanistischen“) Richtung gegenübersteht (siehe Populisten und Urbane). Das Forum war auf nationale und kulturelle Traditionen fokussiert und strebte eine radikal-basisdemokratische Politik sowie einen „dritten Weg“ zwischen Kapitalismus und Kommunismus an. Ein Thema, das die Gründungsmitglieder beschäftigte, war die besorgniserregende Situation der magyarischen Minderheit im benachbarten Rumänien unter Nicolae Ceaușescu.
Die Opposition des Forums gegen die kommunistische Herrschaft war gemäßigter als die des überwiegend städtischen, pro-westlichen und liberalen Bunds Freier Demokraten (SzDSz) und des Bunds Junger Demokraten (FiDeSz), die kurze Zeit später gegründet wurden. Anders als diese strebte das MDF ein Bündnis mit reformorientierten Kräften in der MSzMP an, namentlich mit dem Mitglied des Politbüros Imre Pozsgay, der an dem Treffen in Lakitelek teilgenommen hatte und zu der Zeit Generalsekretär der Patriotischen Volksfront (HNF), dem Dachverband der mit der kommunistischen Partei verbundenen Massenorganisationen, war. Das Forum wurde als „konstruktive“ Opposition angesehen und nicht als eine so große Gefahr wie die Freien Demokraten um János Kis.

### Zeit des Umbruchs (1988/89)
Bei einem zweiten Treffen in Lakitelek, ein Jahr nach dem ersten, machte das Ungarische Demokratische Forum seine Gründung publik. Dies wurde durch das neue Vereinigungs- und Versammlungsgesetz vom September 1988 ermöglicht. Um nicht mittels einer Taktik des „Teile und Herrsche“ ausgeschaltet zu werden, schlossen sich die verschiedenen oppositionellen Gruppen im März 1989 zum „Runden Tisch der Opposition“ zusammen. Gemeinsam nahmen sie am dreiseitigen Nationalen Runden Tisch mit der MSzMP und den Massenorganisationen teil, die im Juni 1989 begannen.
Der Runde Tisch konnte nicht für alle strittigen Fragen eine Lösung finden. Insbesondere gab es Uneinigkeit unter den Oppositionsparteien, ob vor Ende des Jahres direkte Präsidentschaftswahlen abgehalten werden sollten. Die MSzMP hatte sich im Oktober 1989 in die Ungarische Sozialistische Partei (MSzP) umgewandelt und Imre Pozsgay galt als aussichtsreicher Kandidat bei direkten Präsidentschaftswahlen. Angesichts seines guten Verhältnisses zu Pozsgay hatte das MDF nichts gegen dieses Szenario. Die Freien Demokraten und Fidesz wollten dagegen unbedingt einen direkt gewählten, sozialistischen Präsidenten verhindern und verlangten daher ein Referendum, das im November 1989 abgehalten wurde. Der SzDSz griff das MDF heftig an und bezeichnete es als „Freunde der Kommunisten“ und „Kollaborateure“. Die Initiatoren der Volksabstimmung waren der Meinung, dass zuerst Parlamentswahlen abgehalten werden sollten, das MDF befürwortete hingegen unmittelbare Präsidentschaftswahlen und rief daher dazu auf, in dieser Frage mit „nein“ zu stimmen. Letztendlich setzte sich die „ja“-Seite mit knapper Mehrheit durch.

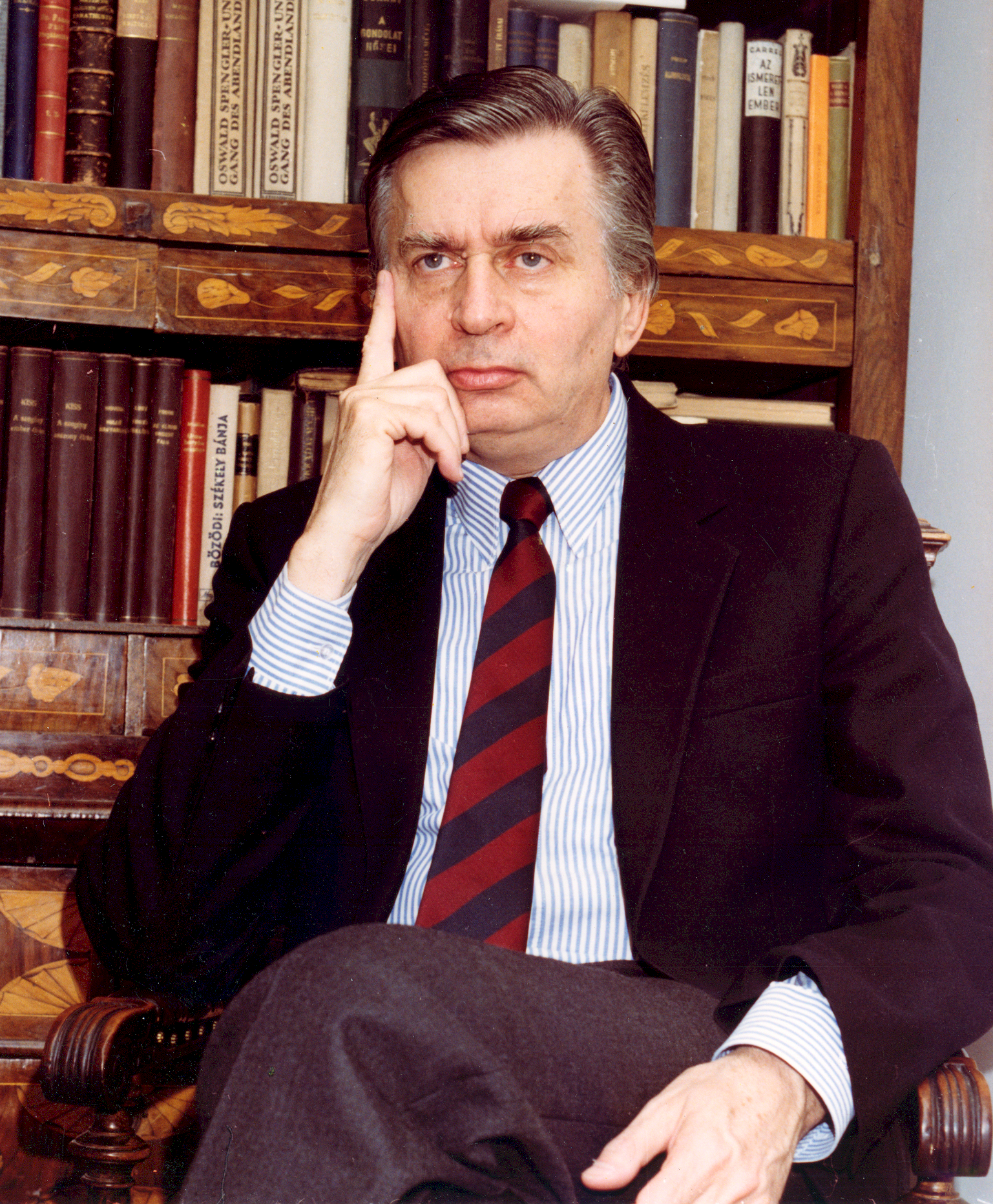
József Antall, Parteivorsitzender und Ministerpräsident (1990–93)

Im Oktober 1989 wählte die Partei József Antall zu ihrem Vorsitzenden. Mit Antalls Ablösung des Gründungsvorsitzenden Zoltán Bíró bewegte sich das MDF zunehmend weg von den reinen népi-nemzeti Positionen des Gründerkreises. Antall kam aus einer christdemokratischen Traditionslinie und öffnete die Partei für ein breiteres politisches Spektrum, einschließlich nationalliberaler oder liberalkonservativer Strömungen, und auch für breitere Gesellschaftsschichten, insbesondere für die national orientierte und christliche Mittelschicht. Sie entwickelte sich zu einer Volkspartei rechts der Mitte oder gar zu einer catch-all-Partei („Sammelpartei“).
Das MDF stand nun überwiegend für einen proeuropäischen Kurs, Offenheit für einen westlichen Lebensstil (eher nach deutschem als nach amerikanischem Vorbild). Einen sachten, staatlich gelenkten Übergang zur Marktwirtschaft zog es der sogenannten Schocktherapie vor, wie sie in anderen Transformationsstaaten zum Einsatz kam. Anders als die anderen demokratischen Oppositionsparteien setzte sie sich für eine Aussöhnung mit der ehemaligen kommunistischen Staatspartei ein, damit zog sie auch frühere MSzMP-Mitglieder an.

### Regierungsphase (1990–1994)
Im März und April 1990 gewann das MDF ersten freien Parlamentswahlen nach dem Ende der Herrschaft der Kommunisten in Ungarn mit 24,7 % der Stimmen und 164 der 386 Sitze. Es bildete eine Mitte-rechts-Koalition mit der ideologisch nahestehenden Unabhängigen Partei der Kleinlandwirte (FKgP) und Christlich-Demokratischen Volkspartei (KDNP). József Antall wurde Ministerpräsident. Da die Verfassung damals noch für viele Gesetze eine Zwei-Drittel-Mehrheit verlangte, schloss das MDF ein Austauschgeschäft mit dem liberalen SzDSz, der zweitstärkste Partei geworden war: Árpád Göncz vom SzDSz wurde zum Staatspräsidenten gewählt, dafür wurde die Zahl der Gesetze, die nur mit Zwei-Drittel-Mehrheit beschlossen werden konnten, deutlich reduziert. Das erhöhte die Stabilität und Handlungsfähigkeit der Regierung.
Das MDF war zu dieser Zeit in zwei interne Hauptströmungen geteilt. Die einflussreichere war Antalls Regierungsflügel, der sich durch pragmatischen Liberalkonservatismus, Konstitutionalismus und Legalismus auszeichnete. Die Regierung Antall führte wichtige Reformen durch, die Ungarns Übergang von der kommunistischen Herrschaft abschlossen, etwa die Gesetze über die Kommunalverwaltung, den Beamtenstatus und die Wiedergutmachung von Unrecht des alten Systems. Traditionelle und religiöse Werte und nationale Ideen spielten daneben aber in der Rhetorik der MDF eine größere Rolle als bei ihren konservativen und christdemokratischen Entsprechungen in westeuropäischen Ländern.
Der rechte, radikal populistische und nationale Flügel innerhalb der Partei zeichnete sich durch ausgeprägten Antikommunismus und Antiliberalismus, mit antisemitischer, antiwestlicher und letztlich antidemokratischer Rhetorik aus. Seine Fürsprecher verlangten eine systematische „Säuberung“ öffentlicher Positionen von ehemaligen Kommunisten und die Entlassung von vermeintlich „un-nationalen“ Verantwortlichen bei Fernseh- und Radiosendern. Sie griffen auch den liberalen SzDSz, den sie als „kosmopolitisch“, „liberal-bolschewistisch“ und „jüdisch“ verunglimpften und daher als unvereinbar mit der Denkrichtung der „gewöhnlichen Ungarn“ ansahen. Ab 1992 wuchs die Distanz zwischen den Nationalradikalen und dem moderaten Regierungsflügel immer mehr und im Jahr 1993 traten die meisten von ihnen aus der Partei aus um neue Rechtsaußen-Parteien zu gründen, die wichtigste darunter war die Ungarische Wahrheits- und Lebenspartei (MIÉP) unter István Csurka, einem MDF-Gründungsmitglied.
Nach Antalls Tod im Dezember 1993 wurde sein Parteikollege Péter Boross neuer Ministerpräsident. Er führte die Regierung bis zur Parlamentswahl im Mai 1994. Der Verteidigungsminister Lajos Für übernahm den Parteivorsitz des MDF.

### Niedergang
Die Wahl des Jahres 1994 brachte dem MDF eine katastrophale Niederlage. Es fiel auf 12,0 % der Stimmen und 38 Sitze zurück und landete auf einem abgeschlagenen dritten Platz hinter den wiedererstarkten Sozialisten und dem liberalen SzDSz. Während die Partei in der Opposition war, hielten die internen Streitigkeiten zwischen Konservativen wie Boross und Sándor Lezsák und Moderaten um Iván Szabó an. Nachdem Lezsak 1996 die Wahl zum Parteivorsitzenden gewonnen hatte, verließen Szabó und die meisten der Regierungsmitglieder der Antall-Zeit die Partei und gründeten die Ungarische Demokratische Volkspartei (MDNP). Bei der Parlamentswahl 1998 schnitten beide Parteien sehr enttäuschend ab (MDF: 2,8 %; MDNP: 1,3 %), während die rechtsextreme MIÉP 5,5 % der Stimmen errang. Das MDF hatte jedoch in einigen Wahlkreisen gemeinsame Kandidaten mit Fidesz aufgestellt – der sich nach 1994 von liberal zu konservativ gewandelt hatte – und sicherte sich so 17 Sitze im Parlament. Die Partei trat einer Fidesz-geführten Koalitionsregierung unter dem Ministerpräsidenten Viktor Orbán bei, der auch die Kleinlandwirtepartei angehörte.

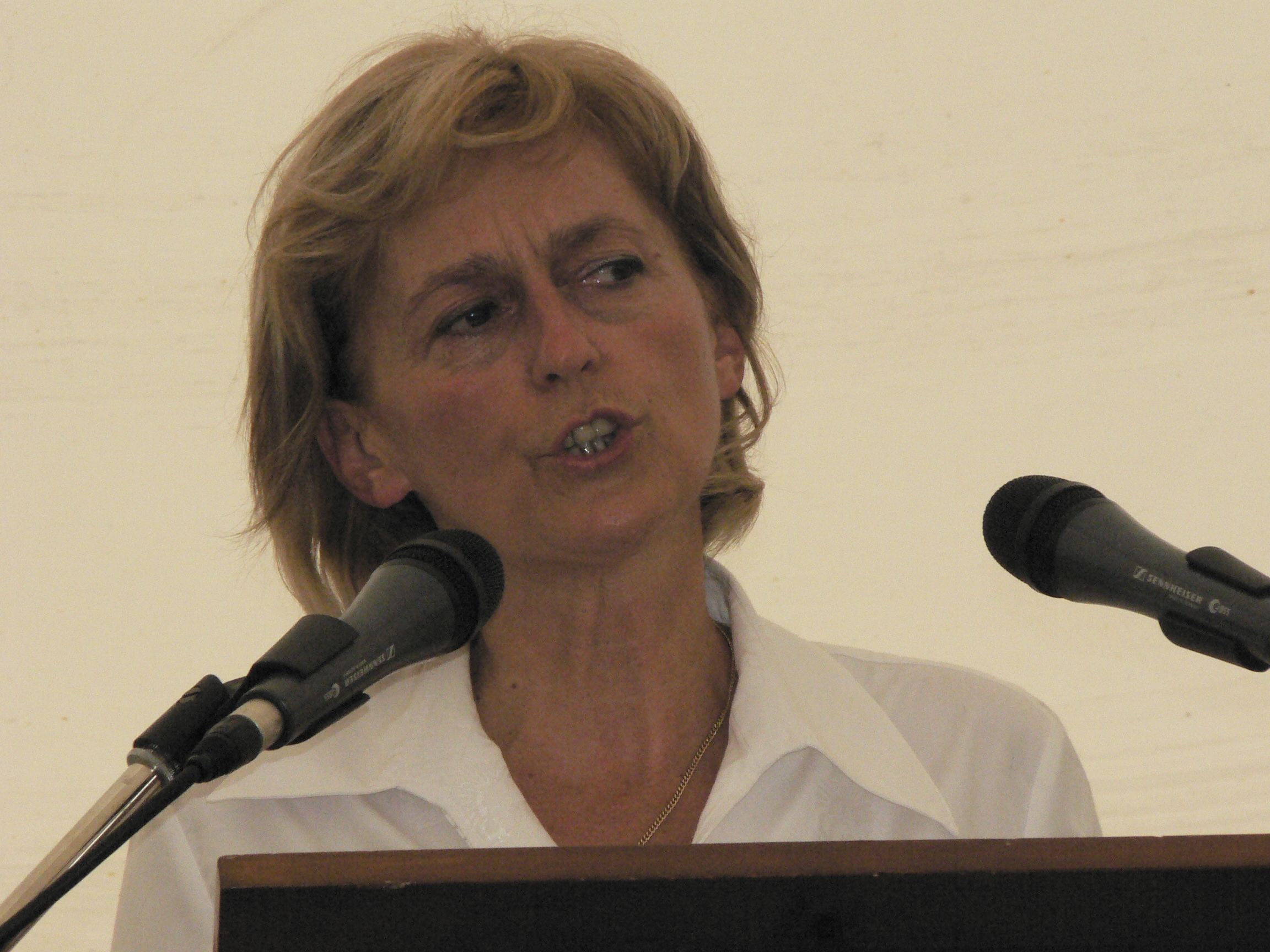
Ibolya Dávid, Parteivorsitzende 1999–2010

Die Europäische Volkspartei (EVP) nahm das MDF 1998 als Beobachter auf, stufte es 2001 zum assoziierten und 2004 zum Vollmitglied hoch. Von 1999 bis 2010 wurde die Partei von Ibolya Dávid geführt. Zur Parlamentswahl 2002 intensivierten Fidesz und MDF ihre Kooperation und traten landesweit mit einer gemeinsamen Liste an. Es gab sogar Gerüchte, dass das Forum mittelfristig ganz mit Fidesz verschmelzen könnte. Die 24 gewählten MDF-Abgeordneten bildeten jedoch eine eigene Parlamentsfraktion. Gemeinsam waren Fidesz und MDF in der Opposition gegen die sozial-liberale Regierung von Péter Medgyessy.
Nach einem Zerwürfnis zwischen den beiden Parteien – beziehungsweise den Vorsitzenden Dávid und Orbán – trat das MDF zur Europawahl 2004 wieder separat an und bekam 5,3 % der Stimmen. Damit war ein Kandidat der Partei, Péter Olajos, zum Mitglied des Europäischen Parlaments gewählt, wo er in der Fraktion EVP-ED saß.
Bei den Parlamentswahlen vom April 2006 überschritt die Partei mit 5,04 % der Stimmen nur knapp die Fünf-Prozent-Hürde und bildete erneut mit der größeren Partei Fidesz die parlamentarische Opposition. Nach der Europawahl 2009 trat ihr neugewähltes Mitglied des Europäischen Parlaments, Lajos Bokros, nicht der EVP-Fraktion, sondern der neuen Fraktion der Europäischen Konservativen und Reformisten (EKR) bei. Das MDF wurde daher von der EVP suspendiert. Es trat stattdessen der im Oktober 2009 gegründeten Europapartei Allianz der Europäischen Konservativen und Reformisten bei.
Die Partei war zuletzt in gesellschaftlichen Fragen konservativ und in Wirtschaftsfragen liberal. Sie befürwortete uneingeschränkt die Marktwirtschaft und wollte eine Senkung der öffentlichen Ausgaben und Unternehmens- und Einkommensteuer. Sie forderte ebenfalls die Einführung einer Flat Tax.
Bei der Parlamentswahl 2010 schloss sie ein Wahlbündnis mit dem SZDSZ, deren Kandidaten nun auf der Liste des MDF antraten. Das MDF erzielte nur 2,66 % der Stimmen und errang keine Sitze im Parlament. 2011 löste sich die Partei auf. Ihre konservative Wählerbasis hatte sie bereits zuvor an Fidesz verloren.